# Francisco de Faria Lemos
Francisco de Faria Lemos (Recife, 23 de dezembro de 1828 — Rio de Janeiro, 7 de novembro de 1904) foi um político brasileiro.

## Biografia
Filho do Major Francisco de Faria Lemos e de Cândida Maria de Avelez Faria. Formado em direito.
Foi presidente das províncias: de Pernambuco, nomeado em 8 de maio de 1872, de 10 de junho de 1872 a 5 de novembro de 1872; do Ceará, nomeado em 12 de janeiro de 1876, de 22 de março de 1876 a 10 de janeiro de 1877; do Rio Grande do Sul, nomeado em 28 de março de 1877 e exonerado em 30 de janeiro de 1878, no período de 21 de maio de 1877 a 10 de fevereiro de 1878, e de Minas Gerais, nomeado em 20 de março de 1886, de 10 de maio de 1886 a 8 de junho de 1886 e de 14 de junho de 1886 a 1 de janeiro de 1887.
Foi nomeado ministro do Supremo Tribunal Federal em decreto de 25 de maio de 1892, assumindo o cargo em 4 de junho de 1893, aposentado no cargo por decreto de 17 de janeiro de 1894.